# 四方型飘拂草
四方型飘拂草（学名：Fimbristylis tetragona），又名四棱飘拂草，为莎草科飘拂草属下的一个种。

## 扩展阅读
- 維基物種上的相關：四方型飘拂草